# Festival Internacional de Cine de San Sebastián 1982
La 30.ª edición del Festival Internacional de Cine de San Sebastián se celebró entre el 17 y el 26 de septiembre de 1982. El Festival de San Sebastián había perdido la máxima categoría A (festival competitivo no especializado) de la Federación Internacional de Asociaciones de Productores Cinematográficos (FIAPF) tres ediciones antes, de manera que en esta edición no pudieron otorgar premios oficiales. De hecho, la retirada de la oficialidad sumió al Festival en una grave crisis de la que no se rehízo hasta 1986, cuando recobró la categoría A. En 1982 se concedieron premios extraoficiales.

## Desarrollo
Se inauguró el 17 de septiembre de 1982 por el alcalde Jesús María Alkain Martikorena, el lehendakari Carlos Garaikoetxea y la ministra de cultura Soledad Becerril, con la presencia de Van Johnson, Vincent Sherman, Óscar Ladoire, Antonio Resines, Ana Belén, Manuel Gutiérrez Aragón, Fernando Savater, Juan Marsé y muchos otros. Fue inaugurada con la proyección de Querelle y Cangrejo, así como la actuación de Bertín Osborne y el grupo de bailarines vascos Eskola. El programa de exhibición estuvo formado por 200 películas. También se realizó una exposición del fotógrafo David Hamilton. Se tenía prevista una retrospectiva dedicada al director argentino de origen vasco Harry d'Abbadie d'Arrast con películas como Dry Martini y La traviesa molinera, así como la presentación de un libro de José María Forqué dedicado a este director, un ciclo denominado "La película olvidada" y premios del cine vasco.
El día 18 se proyectaron Querelle y el 19 Oficial y caballero y Megáll az idő, dentro de la selección oficial, y también se mostraron Estoy en crisis de Fernando Colomo en la sección informativa, y la brasileña Das Tripas Coração de Ana Carolina y la peruana La familia Orozco de Jorge Reyes, en la sección de Nuevos Realizadores. También se dedicó un ciclo a Roberto Rossellini (con Viaje a Italia) y se dedicó un homenaje a Leopoldo Torre Nilsson.
El día 20 se proyectaron en la sección oficial Coup de torchon y Nasdednitsa po priamoi, al mismo tiempo que se hacía un homenaje a Francis Lai. En la de Nuevos Realizadores Pestañas postizas de Enrique Belloch y El desdichado de Joaquín Lledó, y por la noche se exhibió Los unos y los otros de Claude Lelouch. El día 21 fueron mostradas El espantapájaros y Fitzcarraldo de la sección oficial, así como Alsino y el cóndor de Miguel Littín. El 22 fueron las españolas Pares y nones y Mientras el cuerpo aguante, que fueron eclipsadas para la proyección de Missing de Costa Gavras a las secciones paralelas. El 23 se proyectaron Heatwave y The Man with the Deadly Lens, al mismo tiempo que se anunciaba que finalmente Gloria Swanson no vendría. El 24 se hizo un homenaje a Joan Fontaine y se proyectaron Demonios en el jardín de la sección oficial, y Los ojos, la boca de Marco Bellocchio, en la sección Homenajes, con los dos protagonizadas para Ángela Molina. El 25 se proyectaron Laberinto de pasiones de Pedro Almodóvar y Cain at Abel en la sección oficial, y la italiana Grog de Francesco Laudalio y la francesa La Côte d'amour de Charlotte Dubreuil en la de Nuevos Realizadores. El día 26 se proyectaron Oltre la porta y se entregaron los premios. De las 26 películas presentadas en la sección "Nuevos Realizadores", además de la ganadora Sciopèn, destacó Volver de David Lipszyc, Héctor, el estigma del miedo de Carlos Pérez Ferré y el cortometraje Picasso nuestro de Maria Luísa Borràs. Al finalizar el festival se produjeron incidentes ante el Victoria Eugenia Antzokia cuando se concentraron 150 personas, lanzaron al río las banderas de Estados Unidos y España y se hicieron gritos en favor de ETA y de la amnistía.

## Jurados
Jurado Nuevos Realizadores
- Mario Vargas Llosa
- Fernando Colomo
- Román Gubern
- Ricard Muñoz Suay
- Carlos Velo Cobelas

## Películas

### Sección Oficial
Las 19 películas siguientes fueron presentadas en la sección oficial:
| Título en España           | Título original                                | Director(es)             | País        |
| -------------------------- | ---------------------------------------------- | ------------------------ | ----------- |
| Oficial y caballero        | An Officer and a Gentleman                     | Taylor Hackford          | EE. UU.     |
| Cain at Abel               | Cain at Abel                                   | Lino Brocka              | Filipinas   |
| Campanas rojas             | Krasnye kolokola, film pervyy - Meksika v ogne | Sergei Bondarchuk        | URSS        |
| Cangrejo                   | Cangrejo                                       | Román Chalbaud           | Venezuela   |
| 1280 almas                 | Coup de torchon                                | Bertrand Tavernier       | Francia     |
| Demonios en el jardín      | Demonios en el jardín                          | Manuel Gutiérrez Aragón  | España      |
| Fitzcarraldo               | Fitzcarraldo                                   | Werner Herzog            | RFA         |
| 24 horas sin mentir        | Giro City                                      | Karl Francis             | Reino Unido |
| Heatwave                   | Heatwave                                       | Phillip Noyce            | Australia   |
| Laberinto de pasiones      | Laberinto de pasiones                          | Pedro Almodóvar          | España      |
| Time Stands Still          | Megáll az idő                                  | Péter Gothar             | Hungría     |
| Mientras el cuerpo aguante | Mientras el cuerpo aguante                     | Fernando Trueba          | España      |
| Nasdednitsa po priamoi     | Nasdednitsa po priamoi                         | Sergei Solovyov          | URSS        |
| Detrás de la puerta        | Oltre la porta                                 | Liliana Cavani           | Italia      |
| Pares y nones              | Pares y nones                                  | José Luis Cuerda         | España      |
| Plata dulce                | Plata dulce                                    | Fernando Ayala           | Argentina   |
| Querelle                   | Querelle                                       | Rainer Werner Fassbinder | RFA         |
| Objetivo mortal            | Wrong Is Right                                 | Richard Brooks           | EE.UU.      |
| El espantapájaros          | The Scarecrow                                  | Sam Pillsbury            | Australia   |

### Fuera de concurso
Las películas siguientes fueron seleccionadas para ser exhibidas fuera de competición: 
| Título en España       | Título original             | Director(es)     | País   |
| ---------------------- | --------------------------- | ---------------- | ------ |
| E.T. el extraterrestre | E.T.: The Extra-Terrestrial | Steven Spielberg | EE.UU. |

### Nuevos Realizadores[18]
| Título original                       | Director(es)                   | País        |
| ------------------------------------- | ------------------------------ | ----------- |
| Das Tripas Coração                    | Ana Carolina                   | Francia     |
| La familia Orozco                     | Jorge Reyes                    | Perú        |
| Pestañas postizas                     | Enrique Belloch                | España      |
| La vraie histoire de Gérard Lechômeur | Joaquín Lledó                  | Francia     |
| Akriet                                | Amol Palekar                   | India       |
| Grog                                  | Francesco Laudalio             | Italia      |
| La Côte d'amour                       | Charlotte Dubreuil             | Francia     |
| Sciopèn                               | Luciano Odorisio               | Italia      |
| Volver                                | David Lipszyc                  | Argentina   |
| Héctor, el estigma del miedo          | Carlos Pérez Ferré             | España      |
| Picasso nuestro (corto)               | María Luisa Borràs             | España      |
| Best-Seller                           | Íñigo Botas                    | España      |
| Brimstone and Treacle                 | Richard Loncraine              | Reino Unido |
| Brusten himmel                        | Ingrid Thulin                  | Suecia      |
| Chassé-croisé                         | Arielle Dombasle               | Francia     |
| Dabbel Trabbel                        | Dorothea Neukirchen            | RFA         |
| Das Flugjahr                          | Markus Fischer                 | RFA         |
| El arresto                            | Luis Antonio Rosario           | España      |
| Femenino singular                     | Juanjo López                   | España      |
| Inside Out                            | Eric Sherman                   | EE.UU.      |
| Mamma                                 | Suzanne Osten                  | Suecia      |
| Octubre 12                            | Ernesto del Río, Luis Eguiraun | España      |
| Oyun la tanam                         | Raafat El-Mihi                 | Argelia     |
| Polvo rojo                            | Jesús Díaz                     | Cuba        |
| Tanya is Love                         | Eric Sherman                   | EE.UU.      |
| Waltz                                 | Eric Sherman                   | EE. UU.     |

## Palmarés
Ganadores de la Sección no oficial del 30.º Festival Internacional de Cine de San Sebastián de 1982:
- Premio de la Crítica Internacional: Demonios en el jardín de Manuel Gutiérrez Aragón
- Gran Premio Alfonso Sánchez para Nuevos Realizadores: Sciopèn de Luciano Odorisio
- Premio OCIC: Fitzcarraldo de Werner Herzog
- Premio Ateneo Guipuzcoano: 1280 almas de Bertrand Tavernier
- Premio Sociedad Fotográfica: Héctor, el estigma del miedo de Carlos Pérez Ferré
- Premio de la Federación Internacional de Prensa Cinematográfica: Grog de Francesco Laudalio
- Premio de la Cruz Roja: E.T. el extraterrestre de Steven Spielberg